# Гулд, Норман
Но́рман «Норм» Гулд (англ. Norman "Norm" Gould) — канадский кёрлингист и тренер по кёрлингу.
Как тренер мужской сборной Канады участник чемпионата мира 2011 (стали чемпионами).
Наиболее известен как тренер команды скипа Джеффа Стоутона.

## Достижения
- Чемпионат мира по кёрлингу среди юниоров: серебро (1987).
- Чемпионат Канады по кёрлингу среди юниоров: золото (1986).

## Команды
| Сезон   | Четвёртый     | Третий       | Второй      | Первый     | Запасной | Турниры             |
| ------- | ------------- | ------------ | ----------- | ---------- | -------- | ------------------- |
| 1986—87 | Hugh McFadyen | Джонатан Мид | Норман Гулд | John Lange |          | ЧКЮ 1986 · ЧМЮ 1987 |

(скипы выделены полужирным шрифтом)

## Результаты как тренера
национальных сборных:
| Год  | Турнир                                       | Сборная          | Место |
| ---- | -------------------------------------------- | ---------------- | ----- |
| 2011 | Чемпионат мира по кёрлингу среди мужчин 2011 | Канада (мужчины) | 1     |

клубных команд:
| Год  | Турнир                                         | Команда  | Скип          | Место |
| ---- | ---------------------------------------------- | -------- | ------------- | ----- |
| 2009 | Чемпионат Канады по кёрлингу среди мужчин 2009 | Манитоба | Джефф Стоутон | 2     |
| 2009 | Канадский олимпийский отбор по кёрлингу 2009   |          | Джефф Стоутон | 3     |
| 2010 | Чемпионат Канады по кёрлингу среди мужчин 2010 | Манитоба | Джефф Стоутон | 5     |
| 2011 | Чемпионат Канады по кёрлингу среди мужчин 2011 | Манитоба | Джефф Стоутон | 1     |
| 2015 | Чемпионат Канады по кёрлингу среди мужчин 2015 | Манитоба | Рид Карразерс | 10    |

## Частная жизнь
Его брат Стив Гулд — тоже кёрлингист, играл в составе команды Джеффа Стоутона, тренером которой много лет был Норман